# Conrad Gessner
Pour les articles homonymes, voir Gessner.
Conrad Gessner (aussi : Konrad Gessner, latin : Conradus Gesnerus), né le 26 mars 1516 à Zurich et mort le 13 décembre 1565 dans la même ville, est un naturaliste suisse, connu pour son œuvre de polygraphe humaniste. Plusieurs de ses ouvrages encyclopédiques sont considérés comme fondateurs d'un domaine. Son Historiæ animalium (1551-1558) est le premier ouvrage de zoologie moderne visant à décrire tous les animaux connus. Son Bibliotheca universalis (1545) est le premier catalogue bibliographique des ouvrages imprimés du premier siècle de l'imprimerie en Europe.

## Biographie
Conrad Gessner est né à Zurich, en 1516 d'un père fourreur et tanneur et d'une mère nommée Agathe Frick. Il était le filleul du prédicateur Ulrich Zwingli, l'un des principaux artisans de la conversion des Suisses à la Réforme protestante. À l'âge de 14 ans, il écrit une lettre à Zwingli lui demandant une bourse pour le Carolinum (École de la Cathédrale de Zurich) où sous l'impulsion de Zwingli, la Physique (les choses de la Nature) est enseignée. Il y étudie, dans la tradition humaniste, les classiques latins.
Son père et Zwingli sont tués durant la bataille de Zoug (1531) ; la famille se disperse et le jeune Conrad part vivre avec un oncle, Johannes Frick, chapelain, qui lui donne l'amour de la littérature et de la botanique.
Les temps très difficiles qui suivent le contraignent à poursuivre son éducation en menant une vie itinérante. Soutenu financièrement par son tuteur, Oswald Myconius (1488-1552), il part à Strasbourg pour étudier l'hébreu avec Wolfgang Capito à l'Académie de Strasbourg. Il se rend ensuite à Bourges puis à Paris pour des études médicales. Après s'être passionné pour la théologie, son intérêt se porte principalement sur la médecine et les langues anciennes, latin, grec et hébreu.
En 1535, il retourne à Strasbourg puis Zurich. Il se marie à 19 ans, avec une jeune fille, pauvre comme lui, Barbara Singysen, « un pas irréfléchi » dit-il par la suite. Ses mécènes n'apprécient guère cette union et l'obligent à enseigner à l'École élémentaire. Il poursuit cependant ses études de médecine à Bâle où il se fait connaître pour son Dictionnaire grec-latin.
De 1537 à 1540, Conrad Gessner enseigne à Lausanne le grec aux futurs théologiens. Il entreprend avec ses élèves des excursions naturalistes dans la campagne pour observer les plantes d'où il tire des publications. Il obtient ensuite une subvention de Zurich pour aller à Montpellier approfondir ses connaissances de médecine et botanique. Il rencontre les naturalistes Guillaume Rondelet et Pierre Belon.
En 1541, il obtient le grade de docteur en médecine ; sa thèse porte sur la détermination du siège des émotions et des sensations, à savoir le cœur ou le cerveau, Gessner optant pour le second. Il devient médecin à Zurich en 1552.
Il est anobli par l'empereur Ferdinand Ier et, en 1557, est nommé professeur de philosophie naturelle à Zurich, poste qu'il garde jusqu'à sa mort.
Il fait de nombreux voyages naturalistes et est l'un des premiers à s'intéresser à la flore et aux minéraux alpins. On le considère parfois comme l'un des initiateurs de l'alpinisme. En 1541, il écrit une lettre, Admiration pour la montagne, à son ami Jacques Vogel, dans laquelle il dit être décidé « chaque année à faire l'ascension de quelques montagnes ». Il tient parole. En août 1555, il réalise l'ascension du mont Pilate ; c'est l'origine du premier livre consacré à une montagne, Descriptio Montis Fracti sive montis Pilati.
Ses œuvres montrent l'étendue de ses connaissances et de ses centres d'intérêt. Il a écrit sur la linguistique, la philologie, la pharmacopée et la médecine, la bibliographie, la minéralogie, la zoologie (l'ichtyologie en particulier) et la botanique. Il publia en traduction latine, d'une manière presque exhaustive, les œuvres chirurgicales de l'Antiquité (De chirurgia scriptores optimi, Zurich, 1555).
Sa contribution majeure est la Bibliotheca universalis (Bibliotheca universalis sive catalogus omnium scriptorum locupletissimus in tribus linguis Latina, Græca et Hebraica, 1545-1555), une biobibliographie de tous les auteurs grecs, latins et hébreux.
En 1564, une épidémie, souvent décrite comme étant de peste, éclate dans sa ville. Conrad Gessner en est atteint après avoir soigné des malades. Il meurt l'année suivante.
L'œuvre de Gessner inspire de nombreux autres auteurs avec lesquels il est en correspondance, notamment Ulisse Aldrovandi. Il marque l'une des plus importantes étapes de la naissance de la science européenne. Hermann Boerhaave le désigne comme un prodige d'érudition (monstrum eruditionis) et Joseph Pitton de Tournefort comme le père de toute l'histoire naturelle.

## Contributions

### Fondation de la recherche bibliographique en Europe
Comme bien d'autres avant lui, Gessner compile les auteurs qu'il connaît, tant de son époque que de l'Antiquité, mais aussi les auteurs arabes et hébreux. Mais il n'est pas toujours qu'un simple compilateur. Il peut aussi critiquer ses sources et ajouter de nombreux détails tirés de ses propres observations.
Il publie en 1545, Bibliotheca universalis sive catalogus omnium scriptorum locupletissimus in tribus linguis Latina, Græca et Hebraica, une vaste bibliographie de 1 264 pages où il présente 1 800 auteurs et leurs œuvres. À cette époque, les catalogues bibliographiques n'existaient pas. Gessner peut être considéré comme le fondateur de la recherche bibliographique en Europe. Il inclut des ouvrages potentiellement médiocres ou qui ont été censurés ainsi que des ouvrages en langue « barbare ». Il fournit des détails de publication, des informations sur les auteurs et esquisse le contenu de l'ouvrage. Il fait ainsi évoluer la consultation d'informations et prévoit que les lecteurs pourront classer leur propre bibliothèque à partir de sa bibliographie en ajoutant la cote de l'ouvrage dans la marge. Cet immense travail d'indexation sera utilisé à des fins non prévues par Gessner, notamment par les concepts de l'index des livres interdits qui y puiseront des renseignements sur les livres jugés hérétiques.

### Philologie
Conrad Gessner fait paraître, en 1555, les 21 volumes de ses Mithridates. De differentiis linguarum tum ueterum, tum quae hodie apud diuersas nationes in toto orbe terrarum usu sunt, Conradi Gesneri Tigurini Obseruatione. Cette œuvre est considérée comme l'un des ouvrages fondateurs de la linguistique comparée et de la philologie moderne. Gessner y présente, suivant un ordre alphabétique, toutes les langues vivantes ou mortes qu'il connaît. Il recense plus de 110 langues parlées par plus de 430 peuples.

### Zoologie

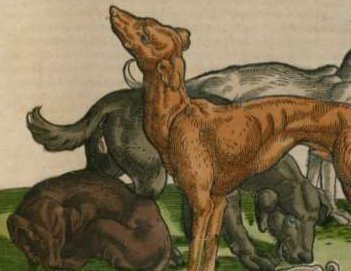
Illustration tirée de Historiae animalium.

Son ouvrage le plus célèbre est son Historia animalium, qu'il commence à publier en 1551. Le dernier volume, posthume, paraîtra 22 ans après sa mort. Il s'agit certainement du plus important ouvrage de zoologie jamais publié, c'est pour cette raison qu'il fut surnommé le « Pline suisse ». Même si son ouvrage suit encore l'ordre alphabétique, il propose une tentative de taxinomie et emploie une appellation latine en deux mots, le premier, le genre suivi d'un qualificatif, système qui sera plus tard suivi par d'autres naturalistes comme Rudolf Camerarius et surtout Carl von Linné. Pour Georges Cuvier, il est le premier zoologiste des temps modernes et sera souvent copié par ses successeurs.
Dans cette Histoire des animaux, œuvre immense de 3 500 pages, chaque espèce est décrite suivant huit chapitres. Gessner donne son nom dans différentes langues (vivantes ou mortes), son habitat et son origine ainsi que sa description anatomique, sa physiologie, les qualités de son âme, les divers usages que l'on peut en tirer, son intérêt alimentaire et médical, ainsi que son utilisation par les poètes et les philosophes…
Il répartit les animaux en plusieurs groupes : les animaux quadrupèdes vivipares et ovipares (sauvages ou non), les oiseaux, les poissons de mer, les poissons d'eau douce et tous les animaux qui ne sont pas cités par ailleurs (et parmi lesquels on trouve des poissons, les crustacés, les testacés, les insectes, les amphibiens, ainsi que l'hippopotame, la loutre, le castor).
La partie sur les poissons est tirée des travaux de deux de ses contemporains : Guillaume Rondelet (dont il a suivi les cours à Montpellier) et Pierre Belon.
Sa classification ne repose pas sur une base très solide et reprend, pour l'essentiel, les catégories populaires. Gessner, probablement conscient de son impossibilité à établir une classification cohérente, opte pour un ordre alphabétique.
Ses descriptions zoologiques (ou botaniques) sont complétées aussi souvent que possible par des illustrations. Celles-ci constituent peut-être l'aspect le plus original de son œuvre. Elles jouent un rôle essentiel dans la reconnaissance des espèces citées. Il rassemble 1 500 gravures, la plupart originales et signées par Lukas Schan, les autres proviennent surtout de l'œuvre de Leonhart Fuchs. Mais la mort soudaine de Gessner l'empêche de publier son Historia. Il confie à son ami Kaspar Wolf le soin de la faire paraître. Wolf peut publier certaines illustrations mais finit par vendre le tout à Joachim Camerarius le Jeune, qui utilise ses gravures dans ses propres travaux. Bon nombre d'entre elles sont perdues, d'autres ont été retrouvées dans la bibliothèque de l'université d'Erlangen.

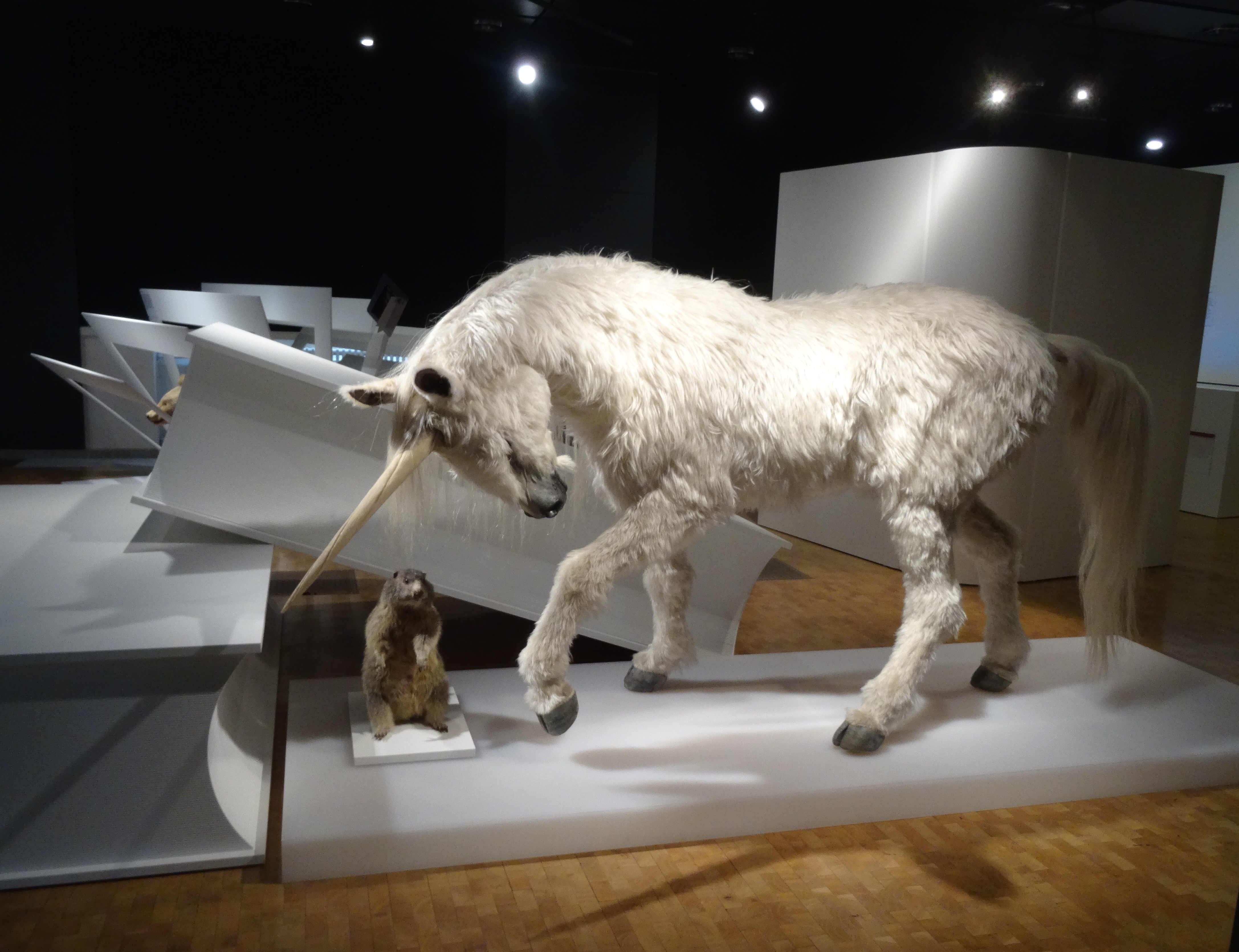
Licorne présentée lors d'une exposition sur Conrad Gessner au musée zoologique de l'Université de Zurich.

Il mentionne aussi des animaux fabuleux comme la licorne, le phénix, l'hydre à sept têtes et des monstres marins comme le trolual. Ceux-ci étant signalés par les auteurs anciens, Gessner ne les remet pas entièrement en doute. Ce n'est que peu à peu que les naturalistes vont mettre en doute l'existence de ces créatures mythiques.
- 1551 : Historiæ animalium : Liber I de quadrupedibus uiuiparis, apud Christoph. Froschoverum
- 1554 : Historiæ animalium : Liber II de quadrupedibus oviparis, excudebat C. Froschoverus
- 1555 : Historiæ animalium : Liber III qui est de avium natura, apud Christoph. Froschoverum
- 1558 : Historiæ animalium : liber IIII qui est de Piscium & aquatilium animantium natura, Tigurii, apud Christoph. Froschoverum

#### Ornithologie

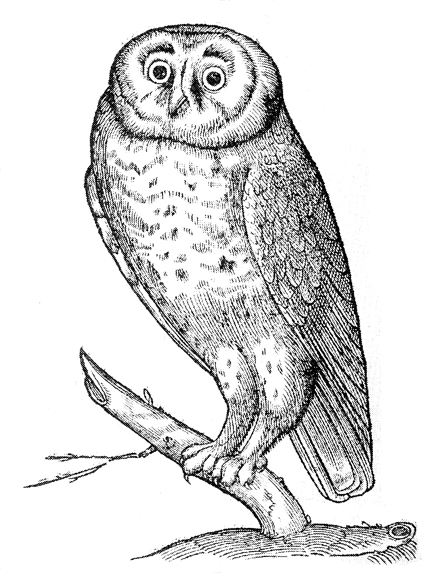
Chouette, illustration tirée d’Historiæ animalium (1555).

Le troisième volume d'Historiæ animalium, de 779 pages, est consacré aux oiseaux. Il paraît d'abord en latin, en 1555, et est traduit en allemand en 1557. Gessner avait le projet d'en réaliser une version française, mais la mort ne lui en laisse pas le temps.
Contrairement à Pierre Belon, Gessner classe les espèces de façon alphabétique. Même s'il cite abondamment les auteurs classiques, il montre, par ses références personnelles, qu'il a observé lui-même les animaux dans la nature. À l'occasion, il rectifie même des erreurs passées. Ainsi il corrige Aristote lorsque celui affirme que le rouge-gorge et le rossignol ne sont que deux formes saisonnières (l'une hivernale, l'autre estivale) du même oiseau. Son livre, cependant, contient encore de nombreux faits erronés (le rossignol se tiendrait ainsi caché tout l'hiver). Il présente aussi quelques espèces relevant de légendes.
Il distingue très bien les différentes espèces de merles : le merle noir (Turdus merula), le merle à plastron (Turdus torquatus), la grive litorne (Turdus pilaris)… Mais il bute sur la reconnaissance de nombreuses autres.
Gessner distingue 217 espèces d'oiseaux, chacune illustrée par une gravure sur bois. Il décrit l'apparence, l'anatomie, la distribution, le comportement, son usage dans la littérature ou sa place dans la mythologie. Il est le premier à décrire et illustrer scientifiquement l’ibis chauve.

### Botanique
L'intérêt de Gessner pour la botanique est véritablement scientifique. L'étude de sa correspondance montre qu'il décrit, pour la première fois, des espèces de plantes qui ont été attribuées depuis à Charles de l'Écluse, Gaspard Bauhin ou bien d'autres. Même si sa taxinomie n'est pas très rigoureuse, Gessner tente de rassembler les plantes en fonction de leur ressemblance aussi souvent que possible, même s'il doit aller à l'encontre des usages de son époque. Mais comme pour les animaux, sa classification manque de rigueur faute de déterminer avec précision les notions d'espèce et de genre.
Son œuvre est rééditée très souvent après sa mort et connaîtra une foule de versions et d'adaptations. Pendant deux cents ans, elle constituera la base de toute bibliothèque d'histoire naturelle.

### Étude des fossiles
Conrad Gessner publie en 1565, l'année de sa mort, De rerum fossilium, un livre novateur qui marque la naissance de la paléontologie. Il est en effet le premier savant à présenter des illustrations de fossiles. À l'époque de Gessner et de ses contemporains, le terme « fossile » désigne tout objet naturel recouvert par une couche de terre, qu'il s'agisse d'un minéral ou des restes de quelque organisme.

### Distillation et applications thérapeutiques
Conrad Gessner publie en latin d'abord en 1552 à Zurich puis à Lyon de 1554 à 1559, Thesaurus Euonymi Philiatri De remediis secretis, traduit en français comme Trésor des remèdes secrets par Evonyme Philiastre. Il écrit sous le pseudonyme de Evonyme Philiastre.
L'ouvrage, annonciateur du renouveau paracelsien qui devait gagner la France, connut un succès rapide. Il se définit comme un livre des secrets quoiqu'il renvoie plus à des œuvres médicales universitaires qu'aux secrets artisanaux populaires, comme peut le faire l'ouvrage de référence du genre, De' Secreti del R.D. Alessio Piemontese (1555), dû à l'humaniste vénitien Girolamo Ruscelli.
L'ouvrage passe en revue les travaux majeurs sur les techniques de distillation et leurs applications en thérapeutique, effectués depuis le XIIIe siècle.
Gessner s'était forgé très tôt une opinion plutôt défavorable du médecin alchimiste Paracelse (exprimée dès 1545 dans Bibliotheca Universalis). Il avait pris position en 1560-1561 contre le paracelsisme dans ses lettres à Joachim Camerarius le Jeune et à Johann Crato von Krafftheim (en). Au fil des années, cette opinion négative se limita au domaine théologique : il accusait Paracelse d’arianisme (négation de la divinité du Christ) et de magie démoniaque.
Dans le Trésor des remèdes secrets, il reconnait la valeur de nombreux remèdes paracelsiens et en particulier les préparations métalliques, efficaces là où échouaient les autres remèdes. En fait, comme l'a montré Charles Webster, il n'y a pas d'incompatibilité fondamentale entre la médecine paracelsienne et la médecine humaniste, Hippocrate constituant un point de contact particulièrement solide entre les deux.

## Œuvres en ligne
- Historiæ animalium — En ligne, le livre I, De quadrupedibus uiuiparis
- Historiæ animalium — En ligne : livre IIII (qui est de Piscium & aquatilium animantium natura)
- Historiae animalium — Extraits en ligne
- Ouvrages numérisés par le SCD de l'Université de Strasbourg
- Ouvrage numérisé par la BCU de L'Université Clermont Auvergne
- Publications en ligne sur Google livres

## Hommages

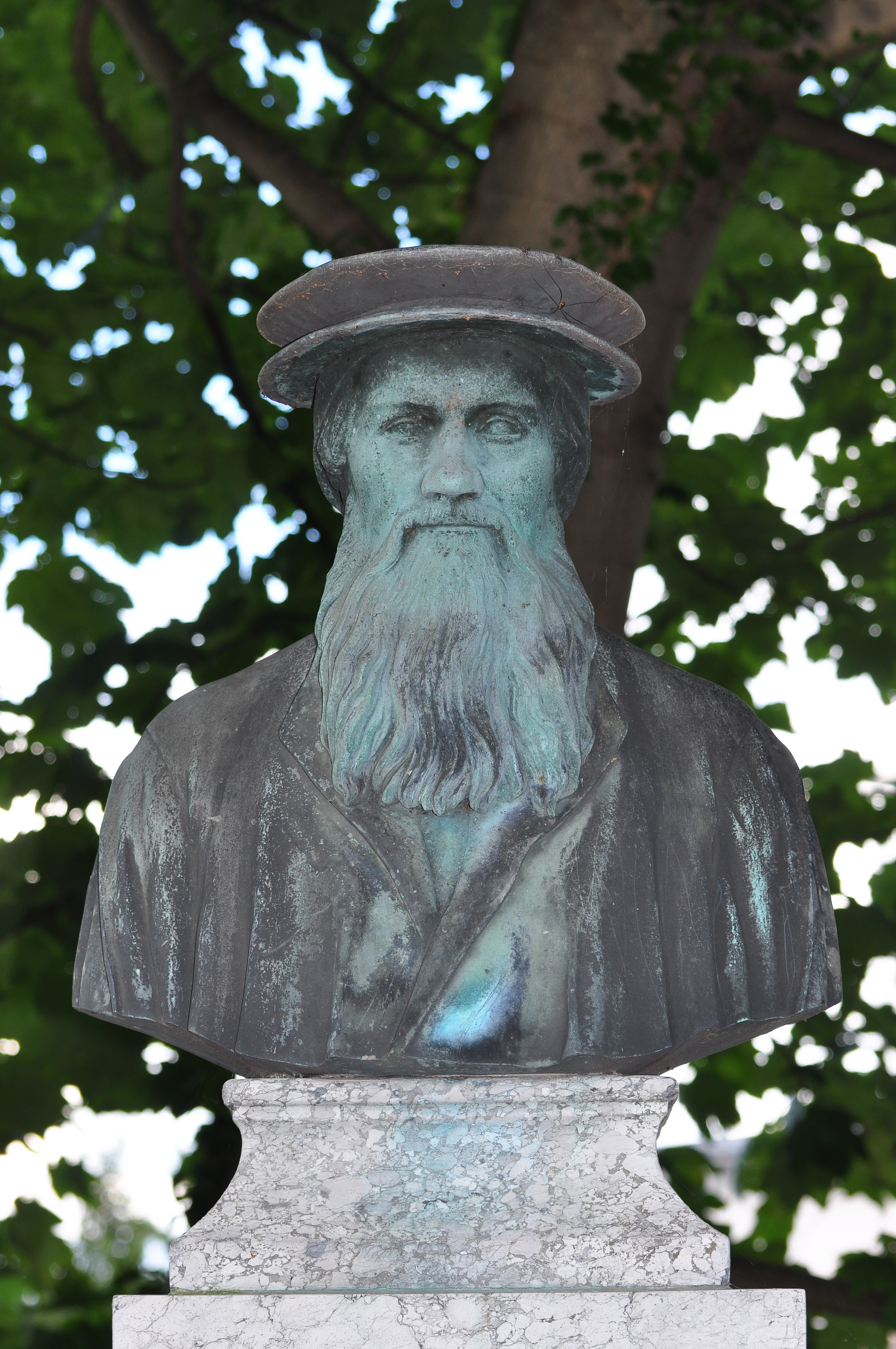
Buste dans le Gessner-Garten de Zurich.

Le cloître du carolinum de Zurich dans l'église Grossmünster, où Gessner est enterré, a un jardin de plantes qui lui est dédié.
Charles Plumier a nommé en son honneur le genre Gesnera de la famille des Gesneriaceae. Linné a plus tard changé ce nom en Gesneria,.
Le Gessner-Garten de Zurich, avec ses plantes médiévales et médicinales, rappelle sa mémoire.
La revue Gesnerus porte le nom latinisé de Gessner.
Le billet de 50 francs de la sixième série (1976) des francs suisses est dédié à Gessner.
Un astéroïde (9079) Gesner a nommé en honneur de Gessner.